# Интернет в Донецкой Народной Республике
Развитие Интернета в субъекте Российской Федерации Донецкой Народной Республике (ранее самопровозглашённом государственном образовании) находится в ведении Министерства связи ДНР, функционирующего с 2014 года.

## Становление
До 2014 года на территории Донецкой области Украины работу Интернет-провайдеров координировал «Укртелеком»; существовала точка обмена трафиком DN-IX, также планировалось создать проектную точку обмена трафиком East-IX, которую поддерживал бы провайдер «Алькар-Телепорт». Ведущими сотовыми операторами стандарта GSM были «Киевстар», «МТС-Украина» и «Lifecell», а единственным обладателем 3G-лицензии был «Тримоб», дочернее предприятие «Укртелекома». После событий Евромайдана и серии протестов, вылившихся в вооружённый конфликт, на территории Донецкой области, контролируемой Донецкой Народной Республикой, в самопровозглашённой республике было образовано своё Министерство связи (его главой стал Виктор Яценко), а одним из первых операторов связи стала «Почта Донбасса». В ответ на политические действия властей республики правительством Украины была объявлена фактическая Интернет-блокада территорий, выраженная в перекрытии трафика украинскими провайдерами: наряду с этими мерами и плохой инфраструктурой доступ в Интернет и сотовая связь ограничивались в населённых пунктах, а где-то была откровенно низкая скорость соединения.
Во избежание информационной изоляции директор Государственного предприятия «Углетелеком» Сергей Шеховцов начал использовать для обеспечения связи брошенное украинскими провайдерами оборудование, а руководство стало обращаться за помощью к российским провайдерам. С 2014 года в сторону Российской Федерации и участка границы, не контролируемого Государственной пограничной службой Украины, началась прокладка новых оптоволоконных магистралей протяжённостью более 120 км в сторону Ростовской области. В 2015 году властями был взят под контроль местный узел «Киевстара», а на базе оборудования был образован первый собственный сотовый оператор Донецка под названием «Феникс». С 2017 года в республике действует Единый центр связи, предоставляющий возможности оплаты услуг связи (в т.ч. Интернета).
К 2019 году были построены три магистральных волоконно-оптических кабеля, доходящие до города Аксай и имеющую пропускную способность 230 Гбит/с; также между двумя республиками действует кабель производителя компании RETN с пропускной способностью 40 Гбит/с. Благодаря прокладке оптоволоконных кабелей и организации новых операторов связи обе непризнанные республики переключились на провайдеров из Российской Федерации, значительно улучшив качество сотовой связи и фактически избавившись от последствий информационной блокады и запретительных действий со стороны украинских провайдеров. По версии украинских СМИ, за обеспечение трафика из России отвечал ростовский оператор «Углетелеком»; официально же власти ДНР не называли имена российских провайдеров, помогавших с повышением качества Интернет-соединения и сотовой связи.

## Провайдеры
Обеспечение Интернет-соединения и мобильной связи осуществляется благодаря тому, что Донецкая Народная Республика сумела к началу 2019 года переключить весь магистральный трафик на Россию. В 2018—2019 годах на территории ДНР появилось покрытие 3G, а в марте 2018 года был анонсирован запуск сети 4G. В настоящее время Интернет-соединение обеспечивают местные провайдеры: ведущими донецкими провайдерами Интернета являются «Феникс», «Комтел» и «Углетелеком». Большая часть магистрального Интернет-трафика переключена с 2019 года на Российскую Федерацию.
В 2015 году из республик был вытеснен «Киевстар»: его узел связи был занят в 2015 году, после чего сеть оператора прекратила работу, оставив без связи своих абонентов. Ситуацию удалось разрешить после того, как на базе оборудования был создан провайдер «Феникс». 1 марта 2017 года прекратил работу «Укртелеком» согласно законодательству ДНР, по которому украинские предприятия переходили под внешнее управление, а активы компании приобрёл «Комтел». Активами «Киевстар» и «Lifecell» завладел «Феникс». В августе 2018 года «Интертелеком», принадлежавший группе «Шериф» из ПМР, перестал предоставлять услуги и ушёл в ЛНР.
Единственной украинской компанией, действующей на территориях ДНР и ЛНР, не контролируемых украинскими властями, остаётся «Vodafone Украина».

## Проблемы со связью
Вытеснение украинских провайдеров с рынка оборачивалось проблемами: после захвата в 2015 году узла «Киевстар» в обеих республиках прекратила работу сеть оператора, функционировавшая на базе оборудования шведского производства Ericsson. Имущество передали местным властям, чтобы позже восстановить связь с помощью нового провайдера — «Феникса». Попытка властей обратиться за помощью к шведским производителям потерпела крах, и коды к оборудованию вручную подбирали специалисты Министерства связи. В 2017 году перед прекращением работы и ухода из республик «Укртелеком» обнулил программное обеспечение для использовавшегося им оборудования Juniper, Cisco и Huawei, из-за чего связь перестала работать примерно у 200 тысяч абонентов; прекратила работу и сеть «Тримоб». Специалистам пришлось восстанавливать ПО с помощью резервных копий и торрент-трекеров.
В целом плохая инфраструктура связи и сниженная скорость соединения, а также ограничительные меры со стороны украинских провайдеров приводили к сбоям и серьёзным авариям: имели место аварии в октябре 2017 года, январе и апреле 2018 года. Осенью 2017 года власти Украины отключили магистральный Интернет для непризнанных республик, оставив из готовых магистральных каналов только те, которые были проложены операторами Vodafone и «Интертелеком», однако в течение двух лет негативные последствия отключения удалось свести к минимуму благодаря прокладке кабеля в Россию.